# Покровско-Васильевский монастырь
Покровско-Васильевский монастырь — мужской (до революции женский) монастырь Балашихинской епархии Русской православной церкви, расположенный в городе Павловский Посад Московской области.

## Описание
Описания Павловского Посада обязательно затрагивают павловопосадские платки как одну из важных тем. Широкий масштаб этого сложного производства наладили богатые павловопосадские фабриканты Яков Лабзин и Василий Грязнов (1816—1869). Основана платочная фабрика была в 1812 году Лабзиным, позднее в дело вошёл Грязнов.
С именами этих людей связано основание Покровско-Васильевского монастыря.

### Праведный Василий
Василий Грязнов отличался глубокой верой. Он большое внимание уделял покаянию о соделанных в юности грехах и спасению души. Достигнув праведной жизни, оказывал духовную помощь многим страждущим и прикладывал старания в укреплении православной веры в уезде. Одним из желаний его было устройство мужского монастыря в городе. Об этом он просил святителя Филарета, митрополита Московского, с которым был лично знаком. Он также много потрудился в деле обращения старообрядцев в официальное православие.

Праведный Василий
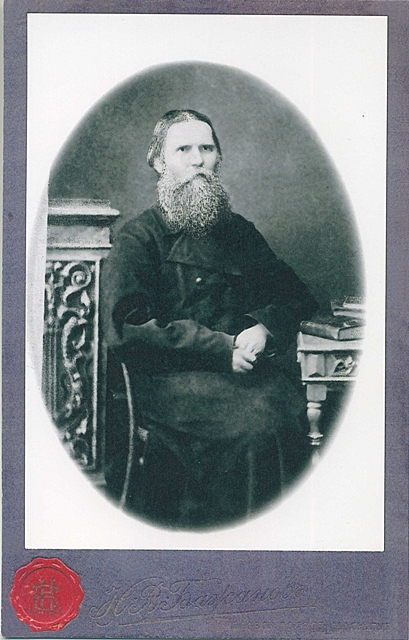
Яков Лабзин

### Лабзины и начало обители
Я. И. Лабзин и его жена Акилина Ивановна также были людьми крепкой веры и будучи людьми состоятельными много жертвовали на строительство храмов, школ, богаделен. После смерти Василия Грязнова (1869 г.) и Акилины Ивановны Я. И. Лабзин решил построить над их могилами двухэтажный храм. Храм был возведён и освящён в 1874 году. Нижний придел в честь преп. Василия Исповедника, покровителя В. И. Грязнова. Верхние приделы в честь Покрова Богородицы (центральный). Приделы св. мч. Акилины, покровительницы Акилины Ивановны Лабзиной (левый) и Всех Святых (правый) были освящены позднее, 21 августа 1895 года.
В 1885 году при храме Я. И. Лабзин устраивает женскую богадельню с надеждой, что со временем она преобразуется в монастырь, о котором после его смерти будут заботиться его дочери. Так и произошло. В 1891 году Я. И. Лабзин умер и дочери с усердием восприняли на себя заботы о богадельне и о храме. Надо отметить, что более других старалась Ольга Яковлевна, которая постоянно жила и трудилась вместе с сёстрами богадельни.
В январе 1894 года Святейший Синод «постановил благотворительное женское общежитие переименовать в Покровско-Васильевскую женскую общину с числом сестёр, какое дозволят средства общины и приютом на 12 человек бедных детей». Третьего июля того же года было совершено торжественное открытие общины. Богослужения возглавлял епископ Можайский Тихон (Никаноров).
В начале XX века в общине жили до 150 сестёр во главе с настоятельницей игуменьей Алевтиной (1834—1838 гг.).
После революции монастырь был уничтожен. Сначала были выгнаны насельницы и обманным путём отняты храмовые драгоценности. Также было сфабриковано дело и устроен показательный суд, на котором попечителей и игуменью Алевтину обвиняли в «духовном одурманивании и экономическом угнетении трудящихся масс». Службы в храме совершались до 1932 года. Затем арестовали последних священников — о. Владимира Лейциуса и о. Владимира Морозова. Храм использовался как помещение для складов и гаражей. Из-за этого сильно пострадал.

### Восстановление
В 1989 году усердием православных христиан на месте заброшенного монастыря был открыт храм. Восстановительные работы возглавил игумен Андрей (Тонков), который начал свой душеспасительный путь в храме Вознесения на Городке Архивная копия от 3 июля 2011 на Wayback Machine. Первые силы были положены на то, чтобы появилась возможность совершать Божественную литургию. Первую службу совершили на праздник Рождества Христова.
23 июня 1995 года решением Священного Синода приходской храм был преобразован в мужской монастырь. Торжественное Богослужение возглавил митр. Ювеналий.

### Канонизация
В марте 1999 года на заседании Синодальной Комиссии по канонизации святых обсуждались материалы о святой жизни В. И. Грязнова. «Учитывая праведное житие и чудотворения, миссионерскую деятельность, служение ближним во имя Христово, не прекращающееся на протяжении 130 лет народное почитание» 7 августа 1999 года В. И. Грязнов был причислен к лику местночтимых святых.
Мощи святого праведного Василия Павлово-Посадского (1816—1869 гг, память 1 марта и 7 августа по н. ст.) почивают в раке для общего поклонения в верхнем Покровском храме. Многочисленные паломники и экскурсионные группы приезжают в обитель.

### Святыни
В 2002 году в монастырь были доставлены более 100 частиц мощей Киево-Печерских святых, которые выставлены для почитания и молитвенной поддержки верующих. Перед иконостасом по обе стороны находятся ещё два ковчега с мощами древних святых, а также святых, которые просияли в Московских, Владимирских, Нижегородских и Воронежских приделах нашей земли. Особенное почитание и внимание оказывается частице мощей святителя Иннокентия епископа Пензенского, который родился и получил своё первоначальное образование в Павловском Посаде. В обители почитается храмовая икона Покрова Божией Матери, написанная на св. горе Афон. Чудом сохранилась ещё от старого монастыря икона св. великомученика и целителя Пантелеимона, которая прославилась уже в наше время чудесами исцелений неизлечимых больных.
За годы восстановления были построены привратная церковь прп. Андрея Рублёва (1993 г.), часовня вмч. Георгия Победоносца на территории подсобного хозяйства (2001 г.), просфорная, братские корпуса, трапезная и богадельня, восстановлена монастырская ограда. На данный момент строится новое здание трапезной.